# Gilbert de Angulo
Gilbert de Angulo o de Nangle fue uno de los caballeros anglo-normandos reclutados por Richard FitzGilbert de Clare para la invasión que se había proyectado sobre la isla de Irlanda luego de que Dermot McMurrough, un rey de la provincia irlandesa de Leinster que había sido exiliado, solicitase ayuda a Enrique II de Inglaterra para recuperar su reino. Junto a su hijo Jocelyn acudió como mercenario con las tropas invasoras para dos años después poseer los cambro-normandos los territorios más ricos de la isla de Irlanda, además de los ancestrales reinos de Leinster y Meath. Cuando en 1172 Enrique II le concedió al terrateniente Hugo de Lacy la capacidad de formar una mesnada de cincuenta caballeros para defender sus posesiones, Angulo recibió de parte de este último la baronía de Magherigallen, actual baronía de Morgallion, en el condado de Meath. Con el tiempo, muchos de los miembros de la familia Angulo cambiaron su apellido por el de origen irlandés Mac Costello, del cual proviene el nombre de la baronía de Costello, en el condado de Mayo. Su hijo Jocelyn participó en 1235 en la invasión de Connacht, llegando finalmente a obtener la baronía de Costello.